# Pompeyo Camps
Pompeyo Camps (Paraná, Entre Ríos; 27 de octubre de 1924 - Buenos Aires, 3 de noviembre de 1997) fue un compositor, crítico musical, ensayista y pedagogo argentino, uno de los más prolíficos compositores de ópera de su país, con cuatro obras estrenadas entre 1959 y 1995.

## Biografía
Fue el tercer y último hijo de un matrimonio de inmigrantes catalanes que llegó a la Argentina poco antes de estallar la Primera Guerra Mundial. Su padre, Manuel Camps, era mecánico armador y su madre, Teresa Pou, zurcidora de una fábrica textil. La familia, oriunda de Sabadell, era de clase media baja y tenía un gran amor y respeto por el saber y la cultura.  Primero se afincaron en la ciudad de Mendoza y, tras varios años de trabajo fructífero, a mediados de 1924 se instalaron en Paraná, donde nació Pompeyo Camps.
En su ciudad natal estudió bandoneón y piano y se inició en la música popular y el periodismo. Desde 1938 hasta 1946 actuó en conjuntos de música bailable, género cuya práctica abandonó en 1947 al radicarse en Buenos Aires, donde estudió todas las ramas de la composición con Jaime Pahissa, compositor, musicólogo y director de orquesta catalán.
Luego de Jaime Pahissa, ha sido el primero en utilizar el “sistema intertonal” o “de la disonancia pura”, creado por su maestro en Barcelona antes de 1926, en oposición al serialismo y a los resabios del impresionismo. En 1964, el poema coreográfico Balada de la Cárcel de Reading (1964) marcó una cumbre en la experiencia intertonal de Camps, quien luego utilizó otras técnicas, incluso grafías no convencionales, hasta orientar sus procedimientos hacia sistemas exclusivamente derivados de las necesidades y características de sus obras. No cabe ubicarlo como “intertonalista”, “serialista” o lo que fuere, incluso a pesar de haber producido obras de vanguardia como Sinfonía para un poeta (1967), Sombra, sangre y luz (1971), Emancipaciones (1972) y Cisma (1973); se interesó más en la expresión, la comunicación con el oyente, que en el rótulo de “vanguardista” o “post modernista”.   
A los 18 años se inició como periodista, siempre con artículos firmados. Destacó como crítico musical de los diarios de Buenos Aires: Noticias Gráficas, La Opinión, Convicción (donde se creó la jefatura de la Sección Música para jerarquizar su desempeño) y Clarín -desde 1984 hasta 1993-. Ha colaborado en revistas argentinas (Histonium, Atlántida, Cultura), en publicaciones soviéticas (Sovietskaya Kultura, agencia Novosti) y en audiciones de Radio Nacional y otras emisoras porteñas.
En 1973 realizó una gira de 29 días por los Estados Unidos por invitación del Departamento de Estado de ese país, oportunidad en que visitó numerosos centros musicales, vivencia que volcó en más de diez artículos del diario La Opinión y en nueve audiciones de Radio Nacional de la Argentina.
Compuso un centenar de obras, entre las que se destacan cuatro óperas, una amplia producción sinfónica y un variado repertorio de cámara. Su ópera La pendiente (1959), con libreto propio, es considerada la primera de temática de Buenos Aires. Al cumplirse 400 años de la fundación de Buenos Aires, la municipalidad le encargó una obra sinfónica conmemorativa: Greenwich 58 Oeste estrenada por la Orquesta Filarmónica de Buenos Aires (1980). En 1987 el Teatro Colón estrenó su segunda ópera, la farsa trágica La hacienda, también con libreto propio encuadrado en el realismo mágico de la literatura latinoamericana. La Asociación de Críticos Musicales eligió a La Hacienda como mejor obra argentina de 1987. En 1988 el Teatro Colón le encargó su tercera ópera, Marathón, sobre libreto del dramaturgo Ricardo Monti y propuesta escénica de Jaime Kogan, estrenada en 1990. El mismo teatro encomendó al binomio Camps-Monti una nueva ópera, La oscuridad de la razón (1994), que tuvo régie de Rubén Szuchmacher. En 1995, la Orquesta Filarmónica de Buenos Aires le encargó Fábulas Urbanas, sobre poemas de María Elena Walsh.
En 1978 y 1982 integró el jurado de canto del Concurso Internacional Chaikovski en Moscú por solicitud del Ministerio de Cultura de la entonces Unión Soviética.
Por su labor y trayectoria obtuvo, entre otras, las siguientes distinciones: Primer Premio Municipalidad de Buenos Aires 1967; Primer Premio Regional de la Secretaría de Cultura de la Nación 1971-74; Premio Edición Fondo Nacional de las Artes; Premio (único, Categoría Nacional) Municipalidad de La Plata 1982, en el centenario de esa ciudad; Primer Premio Tribuna Nacional de Compositores (TRINAC) en 1985; Gran Premio de la Sociedad Argentina de Autores y Compositores (SADAIC) 1988; el Premio Konex - Diploma al Mérito en reconocimiento por su trayectoria como compositor en 1989 y Atril de Plata SADAIC 1990. En 1992 fue declarado Ciudadano ilustre de la Ciudad de Buenos Aires.
Casado con la cantante Mary de Camps (1921-1993), es el padre de la periodista Sibila Camps (1951-) y de la oboísta Iris Camps (1955-).
En 1997 murió en Buenos Aires de un ataque al corazón y está enterrado en el Cementerio de la Chacarita
Su música se ha tocado en Estados Unidos, Canadá, Cuba, Panamá, Colombia, Venezuela, Uruguay, España, Italia, Francia, Bélgica, Suiza, Alemania, Dinamarca, Rusia y China.

## Obra

### Ópera
- La pendiente, Op. 35 A (1959), (drama musical de cámara en un acto), libreto del autor
- La hacienda, Op. 90 (1986), (farsa trágica musical en seis cuadros sin solución de continuidad), argumento y libreto del autor
- Marathón, Op. 94 (1990), (metáfora lírica en uno o dos actos y veintidós escenas), libro original y libreto de Ricardo Monti
- La oscuridad de la razón, Op. 98 (1994), (ópera en tres actos y doce escenas), libreto original de Ricardo Monti

### Ballet
- Balada de la cárcel de Reading, Op. 55 (1964), drama coreográfico (u obra sinfónica), poema de Oscar Wilde
- Después de mañana, Op. 57 (1966), (argumento antibelicista del autor), para seis instrumentistas de percusión, (versión concierto: Danzas para percusión, Op. 57)

### Orquesta
- Homenaje a Roberto Arlt, Op. 34 (1958)
- Viñetas porteñas, Op. 38 (1960)
- Fantasía para cuerda, Op. 42 (1961)
- Pórtico, Serenata y Villancico, Op, 45B (1971), versión para cuerda del Op. 45A
- Balada de la cárcel de Reading, Op. 55 (1964), coro masculino y recitante optativos, poema de Oscar Wilde
- Plataformas de fanfarria, Op. 59B (1970), sobre la base del material de Reflejos, Op. 59A (1968)
- Ragtimes Suite, Op. 69 (1974)
- Greenwich 58 Oeste, Op. 75 (1979)
- Fantasía concertante para pequeña orquesta, Op. 77 (1980)
- Sinfonietta sobre el nombre BACH, Op. 88 (1984), para orquesta de cuerda
- Variaciones sobre un tema de Mozart, Op. 95 (1990), para orquesta de cuerda

### Sinfónico coral
- Romance de la Ciudad de San Juan de la Frontera, Op. 49 (1962), cantata para contralto y coro mixto, poemas de Juan Conte Grand
- Homenaje a la ciudad de La Plata, Op. 84 (1982), cantata para recitante, soprano, contralto, tenor, bajo y coro mixto, sonetos de Gustavo García Saraví

### Solista y orquesta
- Sinfonía para un poeta, Op. 58 (1967) (a la memoria de Mario Jorge De Lellis), para barítono y orquesta
- Concierto para flauta y orquesta de cuerda, Op. 76 (1979)
- Concierto para cuarteto y orquesta, Op. 78 (1980)
- Concierto para violín y orquesta, Op. 86B (1987)
- Variaciones, Op. 91 (1987), para solistas alternativos y orquesta de cuerda (voces o instrumentos agudos o violín, voces o instrumentos graves o violoncelo, o piano)
- Fantasía, Op. 93 (1989), para solistas alternativos y orquesta de cuerda (instrumentos agudos o instrumentos graves o piano o arpa)
- Cuatro sonetos de amor, Op. 97 (1991), para canto y orquesta de cuerda, poemas de Francisco de Quevedo
- Fábulas Urbanas, Op. 99 (1995), para soprano, barítono y orquesta, poemas de María Elena Walsh

### Cámara
- En un país extraño, Op. 26 (1954), canto y vibráfono, poema de Juan L. Ortiz
- Cuarteto para cuerda en un movimiento con tema único, Op. 32 (1957)
- Tangos del drama musical “La Pendiente”, Op. 36 (1959), para canto, violín, bandoneón y piano
- Pieza concertante, Op. 39 (1960), para violín y piano
- Pas de Quatre, Op. 43 (1961), para 2 trompetas y 2 trombones
- Serenata arcaica, Op. 44 (1961), para viola y piano
- Tríptico arcaico, Op. 45A (1961), para guitarra, flauta, viola y violoncelo
- Blues para una muchacha muerta, Op. 53 (1963), a Marilyn Monroe, para voz (La 2 a Sol sostenido 4), trompeta en Si b, saxo tenor, batería con vibráfono y piano, poema de César Pelazza
- Tango, Op. 54 (1963), para viola y piano, (transcripción del Op. 33)
- Danzas para percusión, Op. 57 (1966), para seis instrumentistas
- Reflejos, Op. 59A (1968), para 4 trompetas, 4 trompas, 4 trombones, tuba y timbales
- Sangre, sombra y luz, Op. 63 (1971), para canto, flauta y flautín, oboe, cuarteto de cuerda y piano, poemas de Rafael Alberti, Luis Alberto Quesada, Marcos Ana y Jesús López Pacheco
- Voces, Op. 66 (1972), para tenor, cuarteto de flautas dulces, guitarra y pequeña percusión, poema de Juan L. Ortiz
- Cuarteto N° 2 “Ciudad sin tregua”, Op. 68 (1974)
- Capricho para dos flautistas y piano, Op. 71 (1976)
- Tres escenas catalanas, Op. 72 (1976), para cobla
- Esquemas sinfónicos para once instrumentistas, Op. 81 (1981), para flauta con flauta en Sol, oboe con corno inglés, clarinete en Si b con píccolo en Mi b y con clarinete bajo, fagot con contrafagot, corno, arpa, piano y cuarteto de cuerda
- Río de la Plata, 1880, Op. 82 (1981), (divertimento sobre temas rioplatenses desconocidos), para flauta con flautín, oboe, fagot, violín y clave
- Sonata para violín y piano, Op. 86A (1984)
- Toccata concertante a cinque, Op. 87 (1984), para flauta, clarinete, violín, violoncelo y piano
- Quinteto (“Passacaglia”), Op. 89 (1985), para clarinete, violín, viola, violoncelo y piano
- Los filosofantes, Op. 92 (1988), para mezzosoprano, tenor y piano, poema de Ricardo Güiraldes
- Danzas, Op. 94B (1991), de la ópera “Marathón”, para cuarteto de clarinetes
- Canción para violín y órgano, Op. 96 (1991)

### Canto y piano
- En un país extraño, Op. 26 (1954), poema de Juan L. Ortiz
- Trovadorescas castellanas y catalanas, Op. 28 (1955-1960)
- Tangos del drama musical “La Pendiente”, Op. 36 (1959)
- De puerta en puerta, Op. 50 (1962), poemas de Javier Villafañe
- Canciones clásicas españolas, Op. 51 (1962), (reelaboración de música del Cancionero de Palacio)
- Cantares de la cordillera, Op. 52 (1963), poemas de Juan de la Torre
- La saca, Op. 56 (1965), poema de Luis Alberto Quesada
- Tres poemas de Rafael Alberti, Op. 60 (1969)
- Cuatro sonetos de amor, Op. 97 (1991), poemas de Francisco de Quevedo

### Piano
- Sonata para piano en un movimiento con tema único ("Ulises"), Op. 25 (1954)
- Sonatina para piano, Op. 79 (1981)
- Trebejos, Op. 80 (1981), (piezas fáciles para piano a 4 manos)
- Estudio para piano, Op. 85 (1982)
- Danzas, Op. 94B bis (1991), de la ópera “Marathón”, para piano a cuatro manos

### Órgano
- Convergencias, Op. 64 (1971)
- Emancipaciones, Op. 65 (1972)

### Violín
- Rapsodia para violín solo, Op. 83 (1982)

### Viola
- Rapsodia para viola sola, Op. 73 (1977)

### Guitarra
- Cisma, Op. 67 (1973)

### Bandoneón
- Tema con variaciones, Op. 46 (1962)

### Coro mixto a capela
- Tango del pueblo, Op. 33 (1958), poema de José Portogalo
- Los alertas, Op. 70 (1975), poema de Luis Alberto Quesada
- Latine, Op. 100 (1996)

### Banda sinfónica
- Buenos Aires épica, Op. 62 (1971), encargada por la Municipalidad de Buenos Aires

## Publicaciones
Es autor de los libros Comprensión y goce de la música (1976, Timerman Editores), Tango y Ragtime, un paralelo en el tiempo y a la distancia (1976), Reportaje a la guitarra con Irma Costanzo  (1978, Editorial El Ateneo) y coautor, junto con Rodolfo Arizaga, de Historia de la Música en la Argentina (1990, Melos Ediciones).